# شامسة
الشامسة (الاسم العلمي: Heliothis) هي جنس من الحشرات يتبع الفصيلة الليليات من رتبة حرشفيات الأجنحة.

## أنواع الشامسة
- شامسة مخضوضرة (الاسم العلمي:Heliothis virescens)
- شامسة جنوبية (الاسم العلمي:Heliothis australis)
- شامسة ست الحسن (الاسم العلمي:Heliothis belladonna)
- شامسة شمالية (الاسم العلمي:Heliothis borealis)
- (الاسم العلمي:Heliothis acesias)
- (الاسم العلمي:Heliothis melanoleuca)
- (الاسم العلمي:Heliothis ononis)
- (الاسم العلمي:Heliothis oregonica)
- (الاسم العلمي:Heliothis phloxiphaga)
- (الاسم العلمي:Heliothis proruptus)
- (الاسم العلمي:Heliothis subflexa)